# Bulbophyllum semiteres
Bulbophyllum semiteres är en orkidéart som beskrevs av Rudolf Schlechter. Bulbophyllum semiteres ingår i släktet Bulbophyllum och familjen orkidéer. Inga underarter finns listade i Catalogue of Life.